# Yardley Gobion
Yardley Gobion är en civil parish i Storbritannien. Den ligger i grevskapet Northamptonshire i riksdelen England, i den södra delen av landet, 80 km nordväst om huvudstaden London. Antalet invånare är 1 329.